# Guanys retinguts
Els guanys retinguts d'una corporació són els ingressos nets acumulats de la corporació que la corporació reté en un moment determinat, com ara al final del període d'informe.
Al final d'aquest període, els ingressos nets (o la pèrdua neta) en aquest moment es transfereixen del compte de pèrdues i guanys al compte de guanys retinguts. Si el saldo del compte de guanys retinguts és negatiu, es pot denominar pèrdues acumulades, pèrdues retingudes o dèficit acumulat, o una terminologia similar.
Qualsevol part d'un saldo creditici del compte es pot capitalitzar mitjançant l'emissió d'accions gratuïtes, i el saldo està disponible per a la distribució de dividends als accionistes, i el residu es trasllada al període següent. Algunes lleis, incloses les de la majoria dels estats dels Estats Units, exigeixen que els dividends només es paguin amb el saldo positiu del compte de guanys retinguts en el moment en què s'ha de fer el pagament. Això protegeix els creditors de la liquidació d'una empresa mitjançant dividends. Alguns estats, però, permeten que el pagament de dividends continuï augmentant el dèficit acumulat d'una corporació. Això es coneix com a dividend liquidador o dividend en efectiu liquidador.
En comptabilitat, els beneficis acumulats al tancament d'un exercici comptable són els beneficis no distribuïts d'obertura del període següent, als quals s'afegeix el benefici net o la pèrdua neta d'aquest període i del qual es dedueixen les accions gratuïtes emeses en l'exercici i els dividends pagats en aquest període.
Si una empresa es manté públicament, el saldo del compte de guanys retinguts que s'anomena negativament com a "dèficit acumulat" pot aparèixer a l'opinió del comptable el qual s'anomena declaració de "Preocupació permanent" situada al final de la informació financera requerida de la SEC al final de cada trimestre.
Els guanys retinguts es registren a la secció de capital social del balanç de situació de la corporació. Les corporacions amb pèrdues netes acumulades poden referir-se al patrimoni negatiu com a dèficit positiu dels accionistes. En l'estat de canvis en el patrimoni net es presenta un informe dels moviments dels resultats acumulats juntament amb altres resultats globals i canvis de capital social.
A causa de la naturalesa de la comptabilitat de meritació per partida doble, els guanys retinguts no representen un excedent d'efectiu disponible per a una empresa. Més aviat, representen com l'empresa ha gestionat els seus beneficis (és a dir, si els ha distribuït com a dividends o els ha reinvertit en el negoci). Quan es reinverteixen, aquests guanys retinguts es reflecteixen com a augments d'actius (que poden incloure efectiu) o reduccions de passius al balanç.

## Patrimoni net
Quan els actius totals són més grans que els passius totals, els accionistes tenen un patrimoni net positiu (valor comptable positiu). Per contra, quan els passius totals són més grans que els actius totals, els accionistes tenen un patrimoni negatiu (valor comptable negatiu), també anomenat dèficit dels accionistes. Un dèficit d'accionistes no vol dir que els accionistes deguin diners a la corporació, ja que només posseeixen els seus actius nets i no són responsables dels seus passius, tot i que és una de les definicions d'insolvència. Significa que el valor dels actius de l'empresa ha d'augmentar per sobre dels seus passius abans que els accionistes tinguin un valor patrimonial positiu a l'empresa.
Guanys acumulats = beneficis acumulats d'obertura + benefici net de l'any en curs del compte de resultats - dividends pagats l'any en curs

## Implicacions fiscals
Normalment, una empresa està subjecta a un impost sobre societats sobre els ingressos nets de l'empresa en un exercici. L'import afegit als guanys retinguts és generalment l'ingrés net després d'impostos. En la majoria dels casos, a la majoria de jurisdiccions, no es paga cap impost sobre els guanys retinguts per una empresa. Tanmateix, això crea un potencial d'elusió fiscal, perquè la taxa de l'impost de societats sol ser inferior a les taxes marginals més altes per a alguns contribuents individuals. Els contribuents amb ingressos més alts podrien "aparcar" els ingressos dins d'una empresa privada en lloc de ser pagats com a dividend i després gravar-los als tipus individuals. Per eliminar aquest benefici fiscal, algunes jurisdiccions imposen un "impost sobre els beneficis no distribuïts" sobre els guanys retinguts de les empreses privades, normalment al tipus impositiu marginal individual més alt.
L'emissió d'accions bonificades, fins i tot si es finança amb els guanys acumulats, a la majoria de jurisdiccions no es tractarà com una distribució de dividends i no es gravarà en mans de l'accionista.
Retenir els guanys d'una empresa augmenta el patrimoni de l'accionista de l'empresa, la qual cosa augmenta el valor de la participació de cada accionista. Això augmenta el preu de les accions, cosa que pot comportar un passiu per l'impost de plusvàlua quan les accions s'alien.
La decisió de si una corporació hauria de retenir els ingressos nets o fer-los pagar com a dividends depèn de diversos factors que inclouen, entre d'altres:
- Tractament fiscal dels dividends, i
- Fons necessaris per a la reinversió a la corporació (anomenada retenció).

Una sèrie de factors afecten la decisió de la quantitat de beneficis que una corporació hauria de retenir, com ara:
- Quàntum de benefici net.
- Edat de l'empresa
- Política de dividends de la corporació
- Pla de futur de modernització i ampliació.